# Bathygadus
Bathygadus es un género de peces actinopterigios de la familia Macrouridae y de la orden de los gadiformes.

## Especies
- Bathygadus antrodes (D. S. Jordan & Starks, 1904)
- Bathygadus bowersi (C. H. Gilbert, 1905)
- Bathygadus cottoides Günther, 1878 (Codheaded rattail)
- Bathygadus dubiosus M. C. W. Weber, 1913
- Bathygadus entomelas C. H. Gilbert & C. L. Hubbs, 1920
- Bathygadus favosus  Goode & T. H. Bean, 1886
- Bathygadus furvescens Alcock, 1894 (Blackfin rattail)
- Bathygadus garretti C. H. Gilbert & C. L. Hubbs, 1916
- Bathygadus macrops Goode & T. H. Bean, 1885 (Bullseye grenadier)
- Bathygadus melanobranchus Vaillant, 1888 (Vaillant's grenadier)
- Bathygadus nipponicus (D. S. Jordan & C. H. Gilbert, 1904)
- Bathygadus spongiceps C. H. Gilbert & C. L. Hubbs, 1920 (Spongy rattail)
- Bathygadus sulcatus (H. M. Smith & Radcliffe, 1912)

- Datos: Q2051003
- Multimedia: Bathygadus / Q2051003
- Especies: Bathygadus